# Land's End (Cornwall)
 For alternative betydninger, se Land's End. (Se også artikler, som begynder med Land's End)
Land's End (kornisk: Penn an Wlas) er en landtange på halvøen Penwith, tæt på Penzance i Cornwall, England.
Land’s End er det engelske fastlands vestligste punkt og anses med urette som fastlandets sydligste punkt, denne ære tilfalder Lizard Point, som ligger nogle kilometer i sydøstlig retning.

## Galleri
- Land's End, Cornwalls vestligste punkt
- Land's End turistcenter
- Land's End turistcenter
- Fyrtårnet ved Land's End
- Ser mod syd fra Land's End
- Ser mod vest fra Land's End
- Ser mod nord fra Land's End